# Gunnar Stengård
Gunnar Fredrik Stengård, född 6 juli 1901 i Fårösund i Bunge församling i Gotlands län, död 15 september 1968 i S:t Görans församling i Stockholm, var en svensk direktör.

## Biografi
Stengård var son till köpmannen Pehr Fredrik Stengård och Anna Helledaij. Han gick på Frans Schartaus Handelsinstitut 1918–1920, handelshögskolan i Nürnberg 1922–1923 och gjorde praktik i Stockholm och Hamburg. Stengård var innehavare av firman Pehr Fredrik Stengård & Son, kol och koks i parti, från 1928. Stengård var grundare av och verkställande direktör i Stengårds Handels AB i Fårösund 1939–1941. Han var disponent och chef för AB Speceristernas varuinköps kontor i Visby 1944  och verkställande direktör i Stockholm från 1950.
Stengård var ordförande i Norra Gotlands köpmannaförening och i Fårösunds hamndirektion, styrelseledamot i Gotlands köpmannaförbund, AB Speceristernas varuinköp, AB ICA restauranger, ICA förlaget AB, AB Köpmannatjänst, AB ICA frukt & grönsaker, Hjalmar Blomqvist AB, AB Svea choklad, C W Schumacher AB, Stengårds handels AB, Ångfartygs AB Gotland, fullmäktige i Stockholms handelskammare  samt ledamot av styrelsen för AB Gotlands Bank och Visby köpmannagille. Han var ledamot av Gotlands handelskammare och dess arbetsutskott. Han var även ordförande i Föreningen Kulturhistoriska Museet i Bunge. Stengård var ägare av flera fastigheter och genomförde resor i Tyskland, Österrike, Tjeckoslovakien, Polen, Estland, Finland, Danmark och Norge vid olika tillfällen 1921–1940.
Stengård gifte sig 1930 med Anna Ekström (1900–1988), dotter till grosshandlare Gustaf Ekström och H Lindgren. Han var far till Ingrid (född 1932), Bertil (född 1933), Birgitta (född 1935) och Åke (född 1941). Makarna Stengård är begravda på Bunge kyrkogård.

## Utmärkelser
- Riddare av Vasaorden (RVO) [3]
- Sveriges köpmannaförbunds utmärkelsetecken i guld [6]